# At San Quentin
At San Quentin ist ein Livealbum des Country-Musikers Johnny Cash, das am 24. Februar 1969 in der Haftanstalt San Quentin State Prison in Kalifornien aufgenommen wurde. Es hielt sich 20 Wochen auf Platz 1 der Billboard-Country-Album-Charts und vier Wochen auf Platz 1 der Popcharts.

## Das Album

### Auftretende Künstler
Als Gastmusiker traten, wie schon bei Cashs Vorgängeralbum aus einem Gefängnis, At Folsom Prison, erneut seine Frau June Carter Cash sowie die Carter Family, Carl Perkins und die Statler Brothers auf. In Cashs Begleitband Tennessee Three spielte jetzt Bob Wootton Gitarre, da Luther Perkins im August 1968 beim Brand seines Wohnhauses ums Leben gekommen war.

### Konzert
Cash spielte bereits zum vierten Mal in San Quentin; die Stimmung unter den Strafgefangenen, die zusammen mit den Aufsehern Cashs Publikum bildeten, war emotional sehr aufgeladen. Cash hatte schon einige Songs, auch zusammen mit seiner Frau, gespielt, als er ankündigte, er habe nachmittags einen Song über seine Eindrücke, die er von San Quentin habe, geschrieben. Als er zu singen begann, verstummten die Gefangenen, um kurz darauf in frenetischen Jubel auszubrechen. 
Jede Zeile des Songs wie „San Quentin, may you rot and burn in hell“ oder „Do you think I'll be different when you're through“ wurde mit lauten Kommentaren und Zwischenrufen quittiert. Cash präsentierte außerdem das erste Mal den Silverstein-Hit A Boy Named Sue in voller Länge, die Single wurde ebenfalls ein Nummer-eins-Hit. Beim Schlussmedley waren alle beteiligten Musiker nochmals zusammen auf der Bühne.
Auf die Frage von Ralph J. Gleason, Reporter beim San Francisco Chronicle und Mitbegründer der Musikzeitschrift Rolling Stone, warum Cash bei den Inhaftierten so beliebt sei, antwortete einer der Strafgefangenen, Cash sei echt, und wer ein „falscher Fuffziger“ sei, würden die Gefangenen sofort merken. Cash wiederum sagte hinter der Bühne zu Gleason: „Strafgefangene sind das beste Publikum der Welt“.

### Wiederveröffentlichung
Das Album wurde 2000 auf CD wiederveröffentlicht, diese Ausgabe beinhaltet neun Songs mehr als die Originalveröffentlichung aus dem Jahr 1969, außerdem sind alle Ansagen von Cash ungekürzt und unzensiert zu hören.
In der Reihe SPIEGEL Edition – The Vinyl Classics (2004) wurde das Album als schwarze CD mit Vinyl-Rillenoptik auf der Labelseite veröffentlicht; dabei steckt die CD-Hülle in einem grauen Pappschuber mit ausgestanztem Sichtfenster.

## Titelliste
Alle Titel, außer den angegebenen, wurden von Cash geschrieben.

### Originalalbum (1969)
Seite 1:
1. Wanted Man (B. Dylan)
2. Wreck of the Old 97 (Arr. – B. Johnson, J. Cash, N. Blake)
3. I Walk the Line
4. Darling Companion (J. Sebastian)
5. Starkville City Jail

Seite 2:
1. San Quentin
2. San Quentin
3. A Boy Named Sue (S. Silverstein)
4. (There’ll Be) Peace in the Valley (T. Dorsey)
5. Folsom Prison Blues

### Titelliste (Wiederveröffentlichung 2000)
1. Big River – 1:56
2. I Still Miss Someone (J. Cash – Roy Cash Jr.) – 1:52
3. Wreck of the Old 97 (Arr. J. Cash, B. Johnson, N. Blake) – 2:05
4. I Walk the Line – 3:29
5. Darlin’ Companion (J. Sebastian) – 3:21
6. I Don’t Know Where I’m Bound (J. Cuttie) – 2:24
7. Starkville City Jail – 6:15
8. San Quentin – 4:07
9. San Quentin – 3:13
10. Wanted Man (B. Dylan – J. Cash) – 3:24
11. A Boy Named Sue (S. Silverstein) – 3:59
12. Peace in the Valley (T. Dorsey) – 2:30
13. Folsom Prison Blues – 4:24
14. Ring of Fire (J. Carter – M. Kilgore) – 2:07
15. He Turned the Water into Wine – 4:01
16. Daddy Sang Bass (C. Perkins) – 2:43
17. The Old Account Was Settled Long Ago (L. R. Dalton) – 2:16
18. Closing Medley: Folsom Prison Blues / I Walk the Line / Ring of Fire / The Rebel–Johnny Yuma (J. Cash – J. Carter – M. Kilgore – R. Markowitz – A. Fenady) – 5:08

2006 erschien die „Legacy Edition“, die außer dem kompletten 100-minütigen Konzert auf CD zusätzlich eine DVD mit der Fernsehaufnahme des britischen Senders Granada Television enthält, bei der auch Interviews mit Gefangenen und Aufsehern gezeigt werden. Der Mitschnitt war 1969 wegen Cashs gesellschaftskritischer Aussagen zunächst nicht ausgestrahlt worden.

## Charterfolge und Auszeichnungen
Album – U.S. Billboard Charts
| Jahr | Chart         | Position |
| ---- | ------------- | -------- |
| 1969 | Country-Alben | 1        |
| 1969 | Pop-Alben     | 1        |

Singles – U.S. Billboard charts
| Jahr | Single            | Chart           | Position |
| ---- | ----------------- | --------------- | -------- |
| 1969 | "A Boy Named Sue" | Country-Singles | 1        |
| 1969 | "A Boy Named Sue" | Pop-Singles     | 2        |

At San Quentin wurde außerdem mit dem CMA-Award für das beste Album des Jahres 1969 ausgezeichnet.
| Land/Region                  | Auszeichnungen für Musikverkäufe (Land/Region, Auszeichnung, Verkäufe) | Verkäufe  |
| ---------------------------- | ---------------------------------------------------------------------- | --------- |
| Australien (ARIA)            | Platin                                                                 | 70.000    |
| Irland (IRMA)                | Gold                                                                   | 7.500     |
| Kanada (MC)                  | Platin                                                                 | 100.000   |
| Vereinigte Staaten (RIAA)    | 3× Platin                                                              | 3.000.000 |
| Vereinigtes Königreich (BPI) | Gold                                                                   | 100.000   |
| Insgesamt                    | 2× Gold · 5× Platin ·                                                  | 3.277.500 |

Hauptartikel: Johnny Cash/Auszeichnungen für Musikverkäufe